# Уругвай на летних Олимпийских играх 1924
Уругвай принимал участие в Летних Олимпийских играх 1924 года в Париже (Франция) в первый раз за свою историю, и завоевал одну золотую медаль.
Мужская сборная по футболу, приняв впервые в своей истории участие в турнире за пределами Южной Америки, покорила парижскую публику своей игрой. В финальном матче «Селесте» непринуждённо разгромила крепкую швейцарскую сборную. Многие из олимпийских героев 1924 года впоследствии станут первыми чемпионами мира 1930 года. ФИФА признаёт Олимпийские игры 1924 и 1928 годов прототипами своих чемпионатов мира, называя их «Любительскими чемпионатами мира ФИФА». С 1970-х годов ФИФА официально разрешила Ассоциации футбола Уругвая использовать над своей эмблемой не 2 (число побед сборной в Кубках Мира), а 4 звезды, приравняв, тем самым, победы в Олимпиадах 1924 и 1928 к победам на чемпионатах мира.

## Золото
- Футбол, мужчины.